# Beltrán Yáñez de Oñaz y Loyola
Beltrán Yáñez de Loyola (1439 – 23 ottobre 1507) è stato un nobile e militare spagnolo.

## Biografia
Fu il padre di s. Ignazio di Loyola. Era stato soldato al servizio di Enrico IV, dei re cattolici e di Giovanni II; al fianco di Ferdinando il Cattolico guidò l'assedio contro le città di Toro, Burgos, Loja (conquistata il 29 maggio 1486) e Vélez-Málaga. Per la sua fedeltà alla corona ricevette la conferma dal re, che lo nominò proprio vassallo, degli antichi privilegi concessi alla sua famiglia: la rendita annuale di duemila Maravedís dalle ferriere di Barrenola e Aranaz e il diritto di patronato sulla parrocchia di Azpeitia.